# 천은경
천은경(千恩京, 1966년 11월 19일 ~ )은 대한민국의 배우이다.

## 출연 작품

### 영화
- 응암동 (2021년)
- 《망치를 든 짱구와 땡칠이》 (1998년)
- 《도둑과 시인》 (1995년)
- 《칠삭동이의 설중매》 (1994년)
- 《눈물의 웨딩드레스》 (1990년)
- 《앗싸! 호랑나비》 (1989년)
- 《노란 집》 (1989년)
- 《당신은 안개꽃》 (1988년)
- 《맷돌》 (1988년)
- 《우뢰매 4탄 썬더V 출동》 (1987년)
- 《소금장수》 (1987년)
- 《외계에서 온 우뢰매 전격 쓰리 작전》 (1986년)
- 《꽃지》 (1986년)
- 《공포의 축제》 (1986년)
- 《외계에서 온 우뢰매》 (1986년)
- 《0시의 호텔》 (1983년)
- 《소림사 물장수》 (1982년) 데뷔작

### CF
- 쥬리아 팜팜화장품 "전속"
- 코카콜라
- 써니텐
- 에스콰이아 등
- 신일선풍기
- 코닥칼라
- 신일선풍기

## 수상
- 제26회 대종상영화제 신인여우주연상 수상(1987년)